# لا كروس
لا كروس (بالإنجليزية: La Crosse)‏ هي مدينة أمريكية تقع في ولاية فلوريدا. تبلغ مساحة هذه المدينة 3.5 (كم²)،ويبلغ عدد سكانها 143 نسمة حسب إحصاء سنة 2010 م 143.تشير إحصاءات سنة 2000م بأن الكثافة السكانية في هذه المدينة تقدر بـ(40.9) نسمة/كم2 